# Jean Ier de Hainaut
Pour les articles homonymes, voir Jean Ier.
Jean Ier de Hainaut, né Jean II d'Avesnes vers 1248, mort à Valenciennes le 22 août 1304, fut comte de Hainaut (Jean Ier, 1280-1304), de Hollande (Jean II, 1299-1304). Il était fils de Jean Ier d'Avesnes et d’Adélaïde de Hollande.

## Biographie
Âgé de neuf ans à la mort de son père, il est qualifié de damoisel de Hainaut ou d’héritier de Hainaut dans les quelques actes qui le citent. Insatisfait de la conclusion des guerres de Succession de Flandre et du Hainaut, il se préparait à prendre sa revanche sur les Dampierre en attendant d’hériter du Hainaut. Le 4 septembre 1272, il noue une alliance avec son cousin Florent V de Hollande. Le 29 mai 1275 il obtient le soutien de l’empereur Rodolphe Ier de Habsbourg et le 13 janvier 1277, ce dernier le confirme comme héritier de la Hollande si Florent meurt sans enfants.
À la mort de sa grand-mère paternelle, Marguerite II de Flandre comtesse de Flandre et de Hainaut, il hérite du comté de Hainaut, tandis que son oncle Gui de Dampierre hérite de la Flandre, conformément à l’arbitrage de 1246 rendu par Saint-Louis. La lutte s’engage entre Jean d’Avesnes et Gui de Dampierre, jusqu’en 1287. La guerre n’a pas modifié la situation des comtés.

Jean Ier est le premier à porter ces armes, qui deviennent celles du Hainaut. Elles combinent les armes du comté de Flandre, que revendiquait son père, et celles du comté de Hollande, qu'il conquit.

Jean d’Avesnes entreprend d’acquérir des domaines et de les réunir à son comté et pressure ses vassaux pour en obtenir les ressources nécessaires. Ceux-ci se dédommagent sur les abbayes, et le comté est frappé d’interdit, prononcé par l’évêque de Cambrai Guillaume d’Avesnes. Il entre aussi en lutte avec les bourgeois de Valenciennes, qui réclament le maintien de leur privilèges. Ceux-ci se placent en 1290 sous la protection de Philippe IV le Bel et de Gui de Dampierre. Au bout de sept ans de guerre, le roi de France et le comte de Flandre se brouillent et Philippe le Bel se rapproche de Jean d’Avesnes et lui reconnaît la possession de Valenciennes, à qui le comte de Hainaut accorde son pardon.
Lorsque Florent V est assassiné, le 27 juillet 1296, c’est Jean Ier de Hollande qui lui succède. Trop jeune pour gouverner, ce dernier est l’instrument des Anglais, ce qui déplaît aux Hollandais qui appellent Jean II d’Avesnes, cousin de Florent V, pour les débarrasser de cet « avorton impuissant et imbécile ». Le comte de Hainaut fait lever des troupes en Hainaut et se rend en Hollande. Jean Ier meurt en novembre 1299. Jean d’Avesnes devient alors comte de Hollande et seigneur de Frise. Son premier geste est de poursuivre les assassins de son cousin Florent : le seigneur Jean de Cuick, Jean seigneur de Heusden, Gijbert de Amstel (en), Herman de Woerden (en) et Gérard de Velsen (en).
Après de multiples problèmes causés par une partie de la noblesse de Zélande excitée par le comte de Flandre, Jean III de Renesse, chef de cette coalition est battu par Jean Sans Merci, son fils. Il prend alors le gouvernement de la Zélande alors que son fils Guillaume gouverne la Hollande.

## Mariage et enfants
Vers 1265-1270, Jean Ier de Hainaut épouse Philippa de Luxembourg (1252-1311), fille d’Henri V, comte de Luxembourg, et de Marguerite de Bar, dame de Ligny, et eut :
- Jean, (dit Jean Sans-Merci) seigneur de Beaumont (Hainaut), comte d'Ostrevent, mort à Courtrai en 1302 ;
- Henri, chanoine à Cambrai († 1303) ;
- Simon, vivant en 1303 ;
- Marie, (1280 † 1354), mariée en 1310 au duc Louis Ier de Bourbon (1279 † 1342). Ils sont les ancêtres du roi Henri IV de France et de ses descendants ;
- Guillaume Ier de Hainaut (1286 † 1337) comte de Hainaut, de Hollande et de Zélande (Guillaume III) ;
- Jean, seigneur de Beaumont (Hainaut), (1288 † 1356), marié en 1317 avec Marguerite, comtesse de Soissons († 1350) ;
- Marguerite († 1342), mariée en 1298 au comte Robert II d'Artois († Courtrai 1302) ;
- Alice, († 1317), mariée en 1290 à Roger Bigod († 1306), comte de Norfolk ;
- Isabelle, († 1305), mariée en 1296 à Raoul de Clermont, seigneur de Nesle († Courtrai 1302) ;
- Jeanne, nonne à Fontenelles ;
- Mathilde, abbesse de Nivelles.

## Source
- Alphonse Wauters, « Jean d'Avesnes », Académie royale de Belgique, Biographie nationale, vol. 10, Bruxelles, 1889 [détail des éditions], p. 292-304.